# 高溥
高溥（？年—？年），汶川人，由康熙五十三年甲午科舉人，任南溪縣教諭，乾隆元年任鄰水縣教諭。是一位政治人物，清朝時曾在四川順慶府鄰水縣（位於今四川省東部，梁大同三年置，是一個千年古縣）擔任官吏。